# Ithaca (Nova York)
Ithaca és l'única ciutat i seu del Comtat de Tompkins a l'Estat de Nova York dels Estats Units d'Amèrica.

## Demografia
Segons el cens del 2000 Ithaca tenia 29.287 habitants, 10.287 habitatges, i 2.962 famílies. La densitat de població era de 2.071 habitants per km².
Dels 10.287 habitatges en un 14,2% hi vivien nens de menys de 18 anys, en un 19% hi vivien parelles casades, en un 7,8% dones solteres, i en un 71,2% no eren unitats familiars. En el 43,3% dels habitatges hi vivien persones soles el 7,4% de les quals corresponia a persones de 65 anys o més que vivien soles. El nombre mitjà de persones vivint en cada habitatge era de 2,13 i el nombre mitjà de persones que vivien en cada família era de 2,81.
Per edats la població es repartia de la següent manera: un 9,2% tenia menys de 18 anys, un 53,8% entre 18 i 24, un 20,1% entre 25 i 44, un 10,6% de 45 a 60 i un 6,3% 65 anys o més.
L'edat mitjana era de 22 anys. Per cada 100 dones de 18 o més anys hi havia 102,2 homes.
La renda mitjana per habitatge era de 21.441 $ i la renda mitjana per família de 42.304 $. Els homes tenien una renda mitjana de 29.562 $ mentre que les dones 27.828 $. La renda per capita de la població era de 13.408 $. Entorn del 13,5% de les famílies i el 40,2% de la població estaven per davall del llindar de pobresa.

## Fills il·lustres
- David Foster Wallace (1962 - 2008) escriptor
- X Ambassadors

## Poblacions properes
El següent diagrama mostra les poblacions més properes.